# Hans Kutscher
Hans Friedrich Otto Kutscher (* 14. Dezember 1911 in Hamburg; † 24. August 1993 in Bad Herrenalb) war ein deutscher Rechtswissenschaftler, Richter des Bundesverfassungsgerichts und Präsident des Europäischen Gerichtshofs.

## Leben

### Juristische Ausbildung, frühe Berufsjahre und Kriegsdienst
Der in Hamburg geborene Kutscher wuchs in großbürgerlichen Verhältnissen auf. Sein Vater Max Kutscher war Direktor einer Versicherungsgesellschaft, seine Mutter Margaretha, geborene Wohlers, stammte aus Altona. Er besuchte zunächst in Hamburg-Hamm die Realschule. Nach einem Umzug der Familie wechselte er auf das Rheingau-Realgymnasium in Berlin-Friedenau, an dem er 1931 das Abitur ablegte. Im Anschluss studierte er Rechts- und Staatswissenschaften an den Universitäten Graz, Freiburg und Berlin. Zu seinen Dozenten gehörten u. a. Martin Wolff, Ernst Heymann, Rudolf Smend, Hans Peters und Erik Wolf. Während seiner Freiburger Zeit machte er Bekanntschaft mit Hans Schneider und Wilhelm Grewe, die dort ebenfalls studierten. Hieraus entwickelte sich eine lebenslange Freundschaft. Er war Mitglied der Studentenverbindung ATV Cheruscia-Burgund Freiburg im ATB. Sein erstes Staatsexamen bestand Kutscher im März 1935 beim Kammergericht.
Kurz danach wurde er Assistent von Ernst Forsthoff am Institut für Öffentliches Recht in Hamburg. Für die Assistentenstelle hatte ihn Wilhelm Grewe empfohlen, der dort ebenfalls in dieser Position beschäftigt war. Beide folgten Forsthoff ein Jahr später als Fakultätsassistenten an die Universität Königsberg. Kutscher promovierte dort 1937 über Die Enteignung: Ein Beitrag zur Lehre von der Enteignung und vom Eigentum. Er arbeitete darin insbesondere das Merkmal der Zweckentfremdung als Kriterium für die Abgrenzung von Enteignung und Sozialbindung heraus, das heute gemeinhin anerkannt ist. Die Dissertation erschien ein Jahr später als erster und einziger Band in der Reihe „Königsberger rechtswissenschaftliche Forschungen“. Im März 1939 legte er sein zweites Staatsexamen ab.
Im selben Jahr trat er eine Stelle als Assessor im Reichswirtschaftsministerium an. Hier diente er als Hilfsarbeiter im Referat für Kartellfragen und Grundsatzfragen des Wirtschaftsverwaltungsrecht und wurde 1942 zum Regierungsrat befördert. Allerdings konnte er die Tätigkeit kaum ausüben, da er wenige Monate nach Ausbruch des Zweiten Weltkriegs zum Kriegsdienst einberufen wurde. Er wurde einem Infanterie-Regiment zugeteilt und stieg beim Militär bis zum Hauptmann der Reserve auf. 1945 geriet er in französische Kriegsgefangenschaft, aus der er im März 1946 entlassen wurde.

### Tätigkeit in der Verwaltung nach dem Zweiten Weltkrieg
Nach dem Krieg fand er eine Anstellung im Verkehrsministerium und im Innenministerium von Württemberg-Baden. Zuletzt bekleidete er hier das Amt eines Regierungsdirektors. Zudem heiratete er 1946 Irmgard Becker, geborene Schröder, mit der er schon länger befreundet war und deren erster Mann Walter Becker in den letzten Kriegstagen tödlich verunglückt war. Die aus Bremen stammende Becker war in Amerika als Tochter einer Engländerin und eines Deutschen, der in New York den Norddeutschen Lloyd vertrat, aufgewachsen. Sie brachte zwei Töchter in die Ehe ein.
Im Juni 1951 wurde er für ein halbes Jahr zum Auswärtigen Amt abgeordnet, um an den Verhandlungen über die Ablösung des Besatzungsstatuts teilzunehmen. Wilhelm Grewe, der die deutsche Delegation anführte, hatte ihn darum gebeten. Zum Bonner Vertrag, der das Ergebnis der Verhandlungen war, veröffentlichte Kutscher 1952 einen Kommentar, zu dem Grewe das Vorwort beisteuerte. Im Dezember 1951 wurde er zum Sekretär des Rechtsausschusses des Bundesrates ernannt. In Personalunion übte er später auch das Amt des Geschäftsführers des Vermittlungsausschusses aus. Im März 1952 wurde er zum Ministerialrat befördert. Aus dieser Zeit stammt ein Aufsatz, in dem er die Praxis des Bundesrats verteidigte, das Zustimmungserfordernis bei Gesetzen weit auszudehnen.

### Richter des Bundesverfassungsgerichts und am Europäischen Gerichtshof
1955 wurde er auf Vorschlag der SPD vom Bundesrat zum Richter des Bundesverfassungsgerichts gewählt. Er gehörte zunächst bis zum Ablauf der Amtszeit seines ausgeschiedenen Vorgängers Wilhelm Ellinghaus dem ersten Senat an. Da diesem weniger als ein Jahr verblieb, war schon 1956 eine Neuwahl erforderlich. Er wurde erneut vom Bundesrat gewählt und übernahm nun die Richterstelle von Georg Fröhlich im zweiten Senat. In der Geschichte des Bundesverfassungsgerichts blieb dies der einzige Fall eines unmittelbaren Senatswechsels.
Neben seinen richterlichen Aufgaben betätigte sich Kutscher nun auch im akademischen Bereich. Von 1959 bis 1964 lehrte er an der Verwaltungs- und Wirtschaftsakademie in Karlsruhe. 1961 bis 1965 war er Dozent für Staatsrecht und Verwaltungsrecht, insbesondere Wirtschaftsverwaltungsrecht, an der Technischen Hochschule Fridericiana. Ab 1965 unterrichtete er an der Universität Heidelberg als Honorarprofessor für Staatsrecht. Zudem war er zehn Jahre lang Mitglied des Baden-württembergischen Landesjustizprüfungsamts.
Im November 1966 wurde er Mitglied des Verwaltungsgerichts der Evangelischen Landeskirche in Baden, ab März 1969 war er dessen stellvertretender Vorsitzender. Zudem wirkte er in der Deutschen Gesellschaft für Völkerrecht und gehörte auch der von ihr eingerichteten Studienkommission über die Immunität ausländischer Staaten an.
Am 28. Oktober 1970 begann die letzte Etappe von Kutschers Richterlaufbahn: Ein paar Monate vor dem Ende seiner Amtszeit am Bundesverfassungsgericht wurde er an den Europäischen Gerichtshof berufen. Hier gehörte er der zweiten Kammer an, deren Vorsitz ihm später übertragen wurde. 1976 wurde er als erster und bislang einziger Deutscher zum Präsidenten des Gerichtshofs gewählt. Er ging am 31. Oktober 1980 auf eigenen Wunsch vorzeitig in den Ruhestand. In seiner Abschiedsrede beklagte er, der ein überzeugter Europäer war, den Stillstand auf dem Weg zu einer europäischen Union.
Nach kurzer Krankheit verstarb er 1993 81-jährig in Bad Herrenalb, wo er und seine Frau 1967 ein Haus gebaut hatten.

## Ehrungen
- 1980: Großkreuz des Bundesverdienstordens
- 1971: Großes Verdienstkreuz mit Stern und Schulterband
- Großkreuz des Ordens der Eichenkrone
- Honorary Bencher am Middle Temple in London und an den King’s Inns in Dublin